# Sinjong
König Sinjong (koreanisch 신종) (* 11. August 1144 in Kaesŏng, Königreich Goryeo; † 15. Februar 1204 in Kaesŏng, Goryeo) war während seiner Regierungszeit von 1197 bis 1204 der 20. König des Goryeo-Reiches und der Goryeo-Dynastie (고려왕조) (918–1392).

## Leben
Sinjong war der fünftgeborene Sohn von König Injong (고려) und seiner Frau Königin Gongye (공예), die dem Jangheung Im Clan entstammte. Zu seiner Geburt bekam Sinjong den Namen Wang Tak (왕탁) verliehen. König Sinjong war mit Königin Seonjeong (선정), die dem Kaesong Wang Clan entstammte, verheiratet. Aus der Ehe gingen zwei Söhne und zwei Töchter hervor. Sein erstgeborener Sohn wurde nach seinem Tod unter dem Namen König Huijong (희종) der 21. Herrscher des Goryeo-Reiches.
Sinjong folgte seinem Bruder Myeongjong (명종) auf dem Thron, als dieser von General Choe Chung-heon (최충헌) abgesetzt wurde. Nach der Rebellion des Militärs gegen Sinjongs älteren Bruder König Uijong (의종) im Jahr 1170, hatten die drei Kommandanten Jeong Jung-bu (정중부), Yi Ui-bang (이의방) und Yi Ko (이고) die Macht im Goryeo-Reich übernommen, König Uijong abgesetzt und Myeongjong als König ohne Machtbefugnisse eingesetzt. Nachdem es in der Militärführung zu Auseinandersetzungen in der Machtfrage gekommen war und in den Jahren bis 1196 durch Ermordungen zu mehreren Wechseln in der Militärführung und Ausübung der Regierungsmacht gekommen war, übernahm General Choe Chung-heon schließlich die Macht und sorgte bis zu seinem Tod im Jahr 1219 für die Krönung der Könige Sinjong, Huijong (희종), Gangjong (강종) und Gojong (고종) sowie die Absetzung von König Myeongjong und den beiden Königen Sinjong und Huijong, die er selbst installiert hatte.
König Sinjong stand formal über seinem General Choe Chung-heon, doch alle wichtigen Entscheidungen im Reich traf der General. So war König Sinjong nichts weiter als eine Repräsentationsfigur, so wie alle seine Nachfolger bis zur Mongoleninvasion, nach der die Herrschaft des Militärs endete und Goryeo unter die Herrschaft des Mongolenreiches gelangte, die erst mit König Gongmin (공민), dem 33. Monarchen der Goryeo-Dynastie, endete und das Goryeo-Reich seine Souveränität zurückerlangte.
König Sinjong verstarb im Jahr 1204. Seine Grabstätte ist nicht bekannt.